# Thirty Days (Star Trek: Voyager)
„Treizeci de zile” (titlu original: „Thirty Days”) este al 9-lea episod din al cincilea sezon al serialului TV american științifico-fantastic Star Trek: Voyager și al 103-lea în total. A avut premiera la 9 decembrie 1998 pe canalul UPN.

## Prezentare
Tom Paris își nesocotește ordinele ajutând o lume acvatică, motiv pentru care este retrogradat la gradul de Aspirant.

## Actori ocazionali
- Willie Garson - Riga
- Benjamin Livingston - Burkus
- Alissa Kramer - Jenny Delaney
- Heidi Kramer - Megan Delaney
- Warren Munson - Admiral Paris
- David Keith Anderson - Ens. Ashmore